# Girl's Best Friend
"Girl's Best Friend" é um single de 1999 do rapper americano Jay-Z que apresenta vocais de Mashonda. Foi lançado como um single para promover o filme de comédia de 1999 Blue Streak e aparece na sua trilha sonora Blue Streak: The Album. No mesmo ano, apareceu como uma faixa escondida no quarto álbum de Jay-Z Vol. 3... Life and Times of S. Carter. Sua batida, produzida por Swizz Beatz, contém um sample de "Keep It Comin' Love" de KC and the Sunshine Band.
Martin Lawrence, a estrela de Blue Streak, aparece no vídeo clipe como o desfarce de "Entregador de Pizza" do seu personagem, dançando com a música e fazendo caretas para a câmera.

## Lista de faixas
CD
1. "Girl's Best Friend (Radio Version)" (3:26)
2. "Girl's Best Friend (LP Version)" (3:59)
3. "Girl's Best Friend (Instrumental)" (4:08)
4. "I Love You Goes For" {3:41}

Vinyl
- Lado-A
  1. "Girls Best Friend"
  2. "Girls Best Friend (Radio Version)"
- Lado-B
  1. "I Put You On"
  2. "While You Were Gone"

## Paradas
| Parada (1999)                                 | Melhor posição |
| --------------------------------------------- | -------------- |
| US Billboard Hot 100                          | 52             |
| US Billboard Hot R&B/Hip-Hop Singles & Tracks | 19             |
| US Billboard Rhythmic                         | 22             |

| Parada (1999)                        | Posição |
| ------------------------------------ | ------- |
| US Hot R&B/Hip-Hop Songs (Billboard) | 80      |